# Akiak
Akiak – miasto w Stanach Zjednoczonych, w stanie Alaska, w okręgu Bethel. W mieście znajduje się Port lotniczy Akiak.